# Chrysso caudigera
Chrysso caudigera är en spindelart som beskrevs av Yoshida 1993. Chrysso caudigera ingår i släktet Chrysso och familjen klotspindlar. Inga underarter finns listade i Catalogue of Life.